# Toro Rosso STR9
O STR9 é o modelo de carro de corrida da equipe Toro Rosso na temporada de 2014 da Fórmula 1. Jean-Eric Vergne e Daniil Kvyat conduzem o carro na temporada. Com quase 17 anos, o holandês Max Verstappen foi o piloto de testes da equipe.